# Štrigova
Štrigova – wieś w Chorwacji, w żupanii medzimurskiej, w gminie Štrigova. W 2011 roku liczyła 443 mieszkańców.